# Ivan Blecha
Ivan Blecha (* 1. August 1957 in Prag) ist tschechischer Philosoph und Leiter des Instituts für Philosophie an der Palacký-Universität in Olmütz.
Nach dem Besuch des Gymnasiums in Schlackenwerth studierte er von 1976 bis 1981 Philosophie und Geschichte an der Karls-Universität in Prag. Nach seinem Studium lehrte er zunächst in Zlín Geschichte und Gemeinschaftskunde. 1985 erlangte er den Grad eines PhDr. und leitet das philosophische Institut in Olmütz, hält daneben zahlreiche Vorträge. 2004 wurde Blecha zum Professor der Philosophie ernannt.

## Werke
Schwerpunkt seines Interesses ist die kritische Interpretation Husserls Phänomenologie und Auseinandersetzung mit Ansichten von Martin Heidegger, Eugen Fink und Jan Patočka.

### Monographien
- Filosofický slovník. (Mitautor) 1995, ISBN 80-7182-014-8.
- Jan Patočka a ohlas fenomenologie v české filosofii. 1995, ISBN 80-7067-567-5.
- Husserl. Votobia, 1996, ISBN 80-7198-066-8.
- Jan Patočka. 1997, ISBN 80-7198-299-7.
- Filosofický slovník (Mitautor) 1998, ISBN 80-7182-064-4.
- Fenomenologie a kultura slepé skvrny. 2002, ISBN 80-7254-264-8.
- Edmund Husserl a česká filosofie. 2003, ISBN 80-7182-161-6.

### Lehrbücher
- Základní problémy filosofie. 1992.
- Filosofie : (základní problémy). 1994, 1996, ISBN 80-85572-88-5.
- Fenomenologie a existencialismus. 1994.
- Filosofie. 1998, ISBN 80-7182-069-5.
- Filosofická čítanka. 2000, 2002, ISBN 80-7182-112-8.
- Filosofie. 4. rozšířené a opravené vydání. Olomouc 2002, ISBN 80-7182-147-0; dotisk 2004.

### Übersetzungen
- Walter Brugger: Filosofický slovník. (Mitübersetzer) Praha 1994, ISBN 80-206-0409-X.

## Mitgliedschaften
- Jednota filosofická (Philosophische Einheit)
- Redaktionsrat der Zeitschrift Filosofický časopis
- Mitglied des Editionsrates ORBIS PHAENOMENOLOGICUS 1993 bis 2001 beim Verlag Karl Alber, Freiburg i. Br. / München, ab 2001 beim Verlag Königshausen & Neumann, Würzburg
- Mitglied der Akkreditierungskommission
- Mitglied des Fachausschusses an der Philosophischen Fakultät in Olmütz
- Vorsitzender des Philosophie Kollegiums Olmütz
- Mitglied des Fachausschusses für Philosophie an der Evangelischen Theologischen Fakultät der Karls-Universität in Prag
- Mitglied des Fachrats für Philosophie in Prag
- Mitglied des Beirats des  Mitteleuropäischen Instituts für Philosophie (SIF) in Prag